# Agnes Sorma
Agnes Sorma, pseudonimo di Agnes Maria Caroline Zaremba (Breslavia, 1862 – Crown King, 10 febbraio 1927), è stata un'attrice teatrale tedesca.

## Biografia
Dopo anni di gavetta nei teatri di provincia, nel 1884 fu invitata a unirsi al Deutsches Theater di Berlino come attrice caratterista. Tuttavia, divenne celebre per il ruolo di Nora in Casa di bambola: sostenne la parte per la prima volta nel 1894 e, successivamente, tornò a interpretare il personaggio anche negli Stati Uniti (1897), Parigi (1899), Italia (1900), Austria, Belgio, Grecia, Paesi Bassi e Istanbul, nella prima nazionale del dramma di Ibsen.
Tra le maggiori attrici tedesche dell'epoca del naturalismo e poi dell'impressionismo, fu apprezzata interprete dell'opera di Gerhart Hauptmann e Hugo von Hofmannsthal, ma anche dei classici del teatro inglese e francese del XVII e XVIII secolo. Recitò spesso accanto a Josef Kainz e fu diretta di frequente da Max Reinhardt dal 1903 al 1907. L'anno dopo diede l'addio alle scene.
Nel 1890 sposò un diplomatico veneziano, il conte Demetrio Minotto, da cui ebbe il figlio James l'anno successivo; il matrimonio fu infelice. Durante la Grande guerra prestò servizio come infermiera e intrattenne le truppe a teatro, ma la cittadinanza italiana ottenuta con il matrimonio rese dubbia la sua posizione in Germania, tanto che ad Hanau le fu impedito di andare in scena. Rimasta vedova nel 1920, si trasferì dal figlio in Arizona, dove morì nel 1927. La sua salma fu portata in Germania e sepolta nel cimitero di Wannsee.